# Izopropanol
Izopropanolul (sau alcool de izopropil sau "alcool izopropilic") e un compus chimic cu formula moleculară C3H8O sau  C3H7OH. E un compus chimic incolor, inflamabil cu un miros puternic. E cel mai simplu exemplu de alcool secundar, unde atomul de carbon al alcoolului e atașat altor 2 atomi de carbon. E un izomer structural al propanolului. Izopropanolul e denaturat pentru anumite întrebuințări.